# نیمروز (فیلم)
نیمروز (به انگلیسی: High Noon) که در ایران با نام جدال در نیمروز به نمایش درآمد و با عنوان ماجرای نیمروز پخش گردید از مشهورترین فیلم‌های وسترن تاریخ سینما محصول سال ۱۹۵۲ است. این فیلم با نام‌های صلات ظهر و سر ظهر نیز در منابع سینمایی فارسی شناخته می‌شود.
این فیلم اولین فیلم  بازیگر آمریکایی لی وان کلیف است.

## نمایی از فیلم
ویل کین کلانتر شهرِ هادلیویل پس از مراسم ازدواجش، هنگامی که به قصد ایجاد زندگی جدیدی همراه زن زیبایش خیال ترک شهر را در سر دارد، خبردار می‌شود که فرانک میلر تبهکاری که چند سال پیش برای اجرای حکم اعدام به زندان فرستاده با قطار نیمروز و به قصد انتقام از او به آن شهر خواهد آمد. دوستانش می‌کوشند تا وی را ترغیب به ترک شهر نمایند، اما او فرار را چاره کار نمی‌داند و تصمیم می‌گیرد تا با آن فرد و همکاران جنایتکارش مواجه شود. مردم شهر در این رودررویی او را تنها می‌گذارند…

## بازیگران

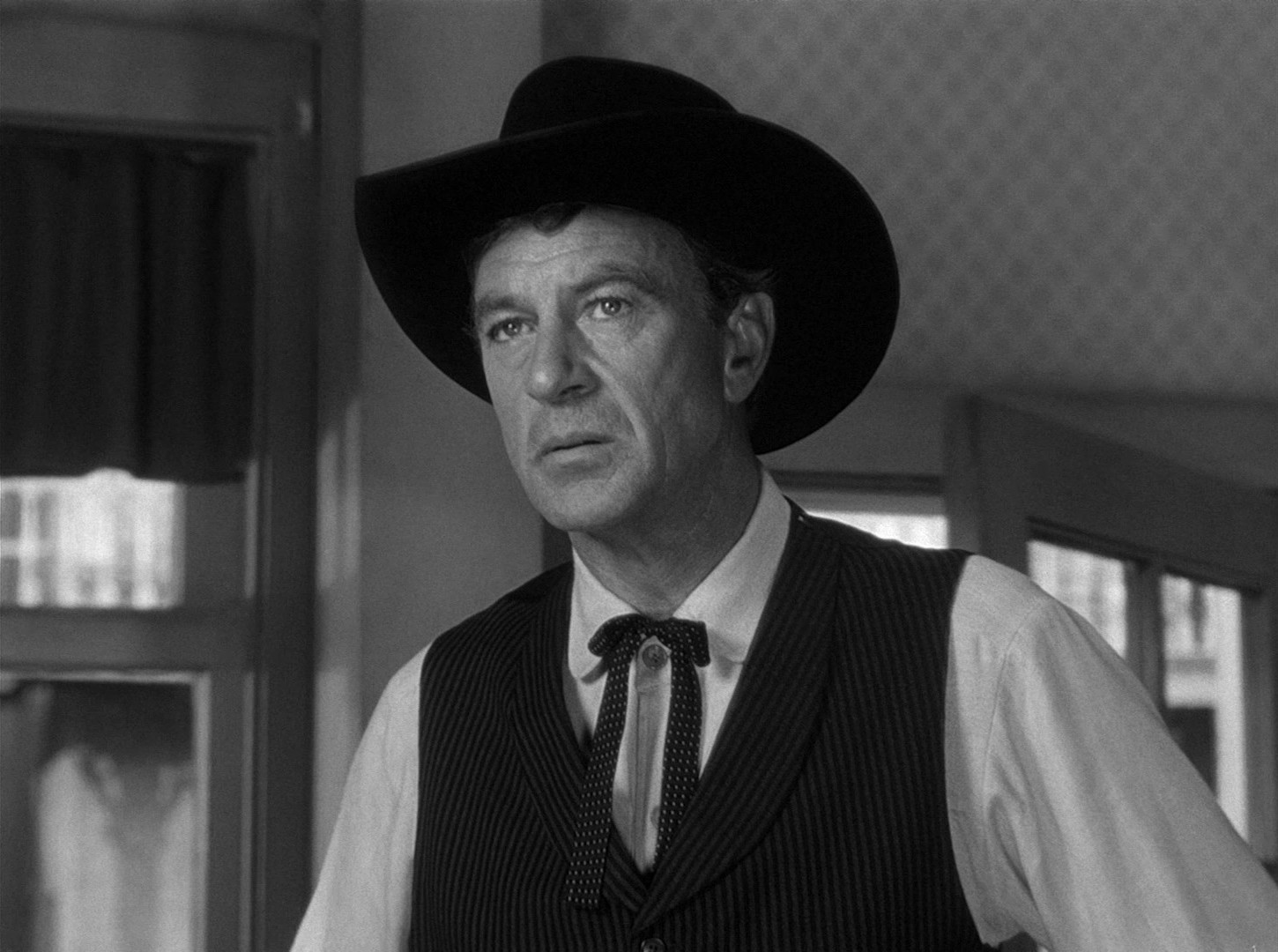
گری کوپر (Gary Cooper) در نقش کلانتر ویل کین (Marshal Will Kane)

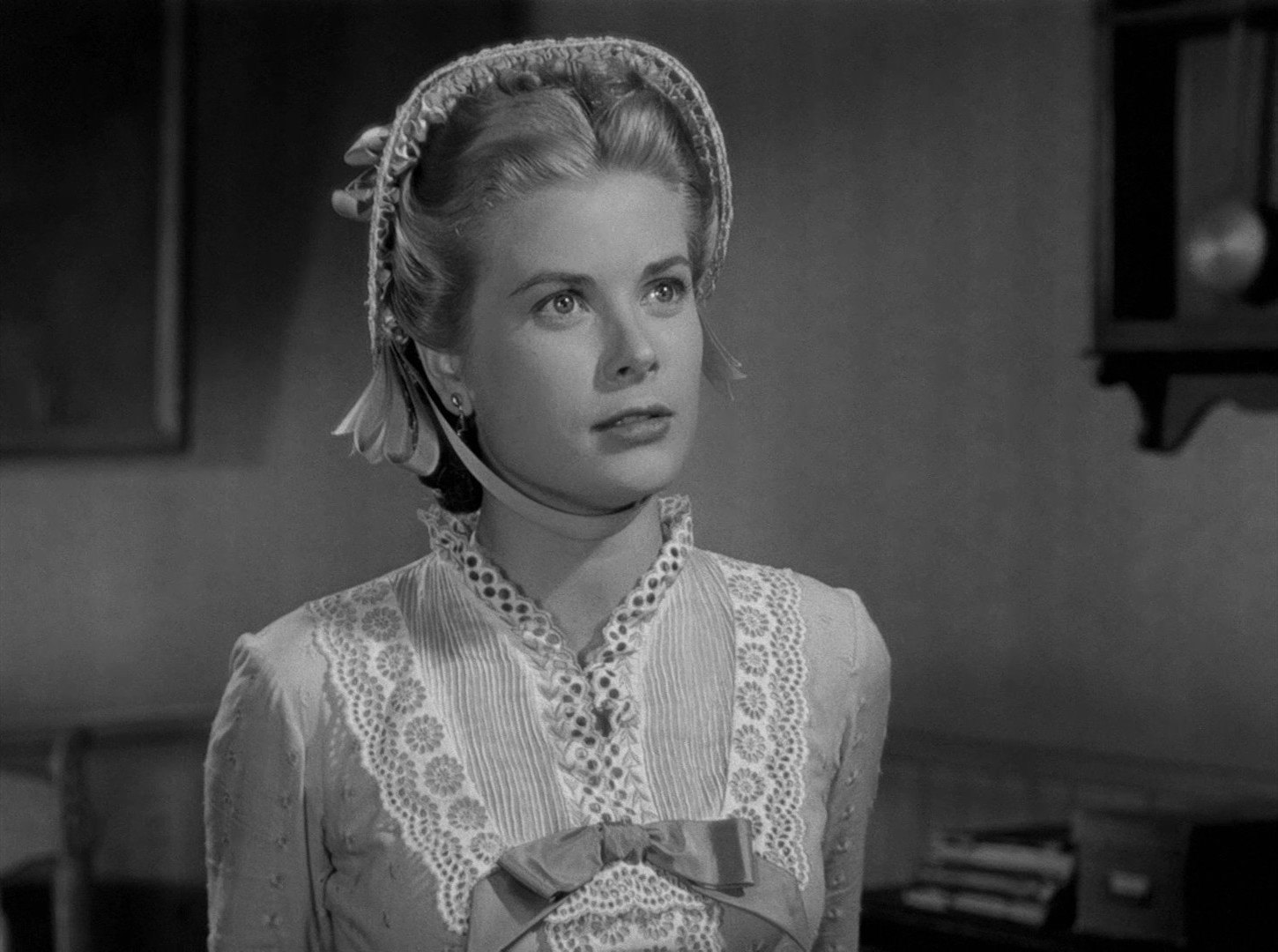
گریس کِلی (Grace Kelly) در نقش اِیمی فاولر کین (Amy Fowler Kane)

### بازیگران اصلی
- گری کوپر در نقش Marshal Will Kane
- توماس میچل در نقش Mayor Jonas Henderson
- لوید بریجز در نقش Deputy Marshal Harvey Pell
- کتی هورادو در نقش Helen Ramírez
- گریس کلی در نقش Amy Fowler Kane
- اوتوی کروگر در نقش Judge Percy Mettrick
- لان چینی جونیور در نقش Martin Howe, the former marshal
- هری مورگان در نقش Sam Fuller
- یان مک‌دانلد در نقش Frank Miller
- ایو مک‌وی در نقش Mildred Fuller
- مورگان فارلی در نقش Dr. Mahin, minister
- هری شانون در نقش Cooper
- لی وان کلیف در نقش Jack Colby
- رابرت جی. ویلکه در نقش Jim Pierce
- شب وولی در نقش Ben Miller

### در عنوان‌بندی نیامده
- جیمز میلیکان در نقش Herb Baker
- Howland Chamberlain در نقش the hotel desk clerk
- تام لاندن در نقش Sam, Helen's attendant
- Cliff Clark در نقش Ed Weaver, Helen's saloon tenant
- ویلیام نیول در نقش Jimmy the Gimp
- Larry J. Blake در نقش Gillis the saloon owner
- Lucien Prival در نقش Joe the Bartender
- جک ایلام در نقش Charlie, the town drunk
- جان دوست در نقش Trumbull
- Tom Greenway در نقش Ezra
- Dick Elliott در نقش Kibbee
- مریل مک‌کورمیک در نقش Fletcher
- ویرجینیا کریستین در نقش Mrs. Simpson
- Harry Harvey در نقش Coy
- Paul Dubov در نقش Scott

## جوایز اسکار
فیلم نیمروز نامزد دریافت هفت جایزه اسکار بود و موفق شد چهار جایزه را به دست آورد:
- جایزه بهترین بازیگر نقش اول مرد: گری کوپر
- جایزه بهترین ترانه برای آه عزیزم، ترکم مکن: دیمیتری تیومکین و ند واشینگتن
- جایزه بهترین موسیقی متن: دیمیتری تیومکین
- جایزه بهترین تدوین: المو ویلیامز و هری گرستاد

این فیلم نامزد دریافت جایزه بهترین فیلم، کارگردانی و فیلمنامه بود.